# Malaika (genre)
Pour les articles homonymes, voir Malaika (homonymie).
Genre
Malaika est un genre d'araignées aranéomorphes de la famille des Phyxelididae.

## Distribution
Les espèces de ce genre sont endémiques du Cap-Occidental en Afrique du Sud,.

## Liste des espèces
Selon World Spider Catalog (version 17.5, 13/09/2016) :
- Malaika delicatula Griswold, 1990
- Malaika longipes (Purcell, 1904)

## Publication originale
- Lehtinen, 1967 : Classification of the cribellate spiders and some allied families, with notes on the evolution of the suborder Araneomorpha. Annales Zoologici Fennici, vol. 4, p. 199-468.